# Tarbes Gespe Bigorre
Il Tarbes Gespe Bigorre (spesso chiamato Tarbes GB o TGB) è un club francese di pallacanestro femminile, militante nel campionato di (LFB).
È il più importante club della città di Tarbes. Fino al 2014, ha partecipato a cinque edizioni di Eurolega, otto di Coppa Ronchetti e sette di Eurocoppa.

## Storia
Il club tarbese nasce nel maggio 1983 dalla fusione della squadra maschile Association Culturelle et Sportive de la Gespe con la squadra femminile Basket Club Tarbais, e prende il nome di Tarbes Gespe Basket.
Nel 1987 è vincitore della Coppa Francia femminile cadette; nel 1989 è primo di NF4 e promosso in NF3; nel 1990 è primo di NF3 e promosso in NF2; nel 1991 è campione NF2 e promosso in NF1B; infine nel 1992 è campione NF1B e promosso in NF1A.
Nel 1992, con la promozione del TGB in prima divisione (all'epoca chiamata Nationale Féminine 1A), il club cambia nome in Tarbes Gespe Bigorre (la Bigorre è la regione dell'Occitania la cui capitale è la città di Tarbes).
Nel 1993 è vicecampione di Francia di NF1A e ottiene la prima qualificazione per una Coppa europea. In Coppa Ronchetti 1994-1995, affronta l'Isab Energy Priolo, che batte nettamente al ritorno conquistando l'accesso ai quarti, in cui sarà eliminata da Bourges. Nel 1995 è vicecampione di Francia di NF1A e vincitore del Tournoi de la Fédération; nel 1996 è vincitore della Coppa europea Liliana Ronchetti e della Coppa Francia femminile; vince quest'ultima anche nel 1997 e nel 1998.
Nel 2000 conquista il Trophée du futur cadettes (Trofeo del Futuro cadette). Nel 2002 è finalista della Coppa europea Liliana Ronchetti; nel 2003 è vicecampione di Francia di LFB. Nel 2004 è il vincitore della Coppa Francia femminile cadette. Nel 2005 giunge agli ottavi di finale dell'Eurolega femminile; l'anno successivo è semifinalista del Campionato francese femminile LFB. Nel 2009 è vicecampione di Francia di LFB e nel 2010 vince il titolo di campione di Francia di LFB.

## Palmarès
- Coppa Ronchetti: 1

1995-1996
- Campionato francese: 1

2010
- Coppa di Francia: 3

1996, 1997, 1998
- Tournoi de la Fédération femminile: 1

1995

## Roster

### Giocatrici famose
| - Cathy Melain - Corinne Zago-Esquirol - Christine Gomis - Corinne Benintendi - Lætitia Moussard - Céline Dumerc - Émilie Gomis | - Teresa Edwards - Dawn Staley - Daedra Charles - Andrea Stinson - Vickie Johnson - Polina Cekova - Judit Balogh | - Andrea Kuklová - Jo Hill - Jenny Whittle - Carla Porter-Boyd |

### Precedenti allenatori
- Jean-Pierre Siutat
- Damien Leyrolles
- Igor Grudin
- José Ruiz
- Pascal Pisan
- Patrick Maucouvert
- François Gomez